# تیپ ۳۷ پانزرگرنادیر
تیپ ۳۷ پانزرگرنادیر (انگلیسی: 37th Panzergrenadier Brigade) یک تیپ پیاده‌نظام مکانیزه نیروی زمینی آلمان است، که به‌عنوان یگان زیرمجموعه لشکر ۱۰ پانزر فعالیت می‌کند. ستاد این تیپ در فرانکنبرگ، زاکسن قرار دارد.
تاریخچه این تیپ در سال ۱۹۹۰ با انحلال ارتش ملی خلق جمهوری دموکراتیک آلمان آغاز شد. در سال ۱۹۹۱، این تیپ از لشکر ۷ پانزر جدا شد و تحت نام تیپ ۳۷ امنیت داخلی تأسیس گردید. در سال ۱۹۹۳، آموزش اولین سربازان وظیفه آغاز شد. در سال ۱۹۹۵، این تیپ به تیپ ۳۷ پانزرگرنادیر تغییر نام داد و از درسدن به فرانکنبرگ منتقل شد.